# Яків Теодор Бернатович
Яків Теодор Бернатович (пол. Jakub Teodor Bernatowicz) (1713 — 13 січня 1789) — бурмистр Львова, вірменин, радник маґістрату та президент міського вірменського суду.

## Життєпис

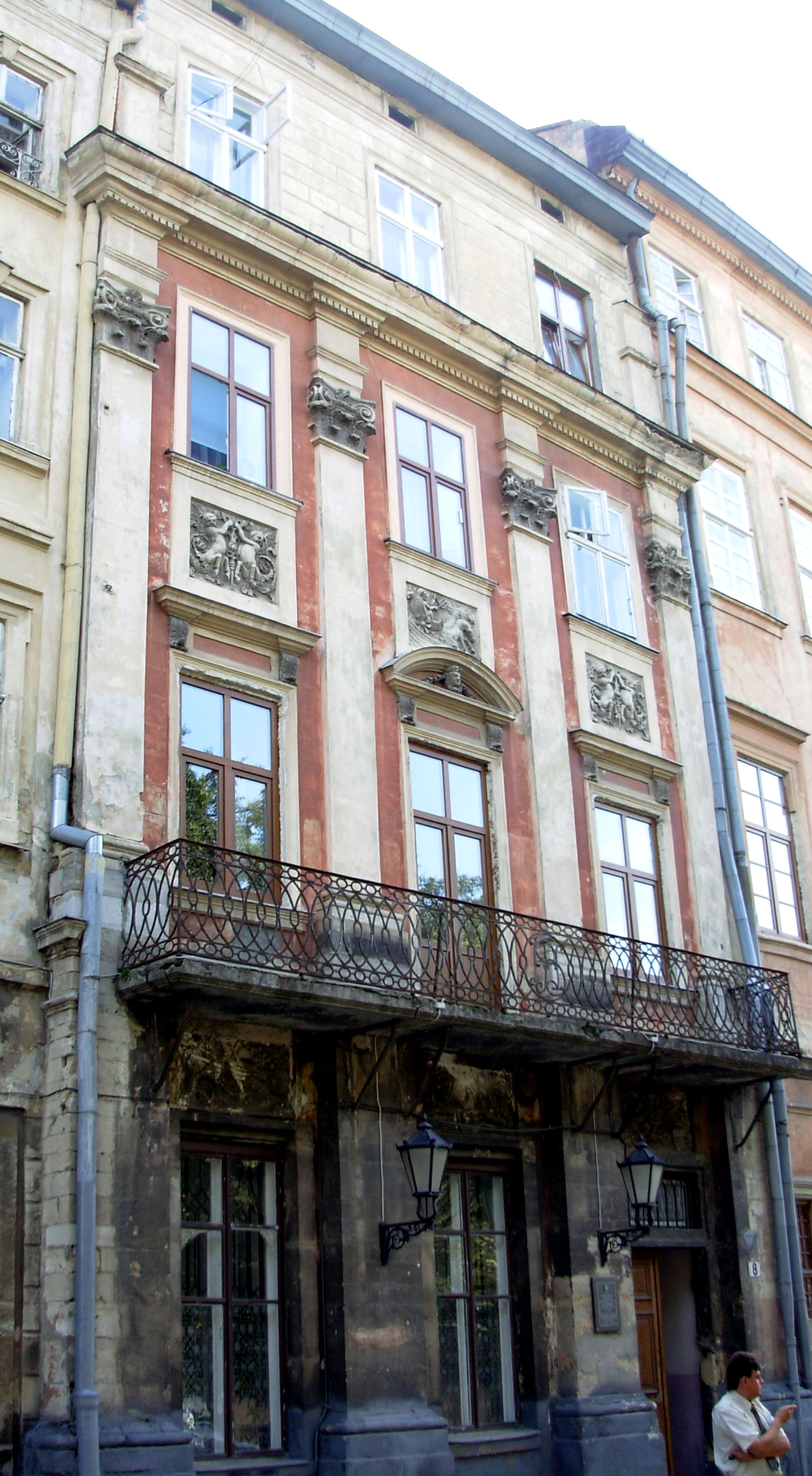
Кам'яниця Бернатовичівська на площі Ринок, 8

Обраний суддею львівського міського вірменського суду в 1765 році. Був останнім директором справ вірменських, після цього в 1783 р. обраний міським райцею, а пізніше бурмистром (1786).

## Сім'я
Діти від шлюбу з Сюзанною Пірамович (пол. Zuzanna Piramowicz):
- Григор (Юрій), нобілітований в 1789 р., одружений з Констанцією Муратович
- Гавриїл
- Анна, одружена з банкіром Григором Рафалом Лишкевичем (пол. Grzegorz Rafał Łyszkiewicz)